# I gioielli della corona
I gioielli della corona (The Gang's All Here) è un film del 1939 diretto da Thornton Freeland.

## Trama
Dopo aver lasciato il suo lavoro presso una società di assicurazioni, John Forrest vorrebbe da quel momento in poi dedicare tutto il suo tempo a scrivere romanzi polizieschi. Decide però di tornare sulla sua decisione quando i vecchi datori di lavoro vengono derubati di alcuni gioielli appartenenti al principe Homouska del valore di un milione di dollari. Aiutato dal fratello, lo stralunato Treadwell, John riesce a risalire all'identità del ladro, un gangster americano di nome Alberni che lui finirà per catturare, recuperando nel contempo il prezioso bottino.

## Produzione
Il film fu prodotto dalla Associated British Picture Corporation (ABPC).

## Distribuzione
Distribuito dalla Associated British Film Distributors (ABFD), il film uscì nelle sale cinematografiche britanniche nel 1939 dopo una prima londinese il 4 marzo 1939.
In Danimarca, il film uscì il 15 gennaio 1940 con il titolo En tosset detektiv.
A causa della guerra, negli Stati Uniti fu distribuito dalla Producers Releasing Corporation (PRC) con il titolo The Amazing Mr. Forrest solo il 29 marzo 1944.